# 1109

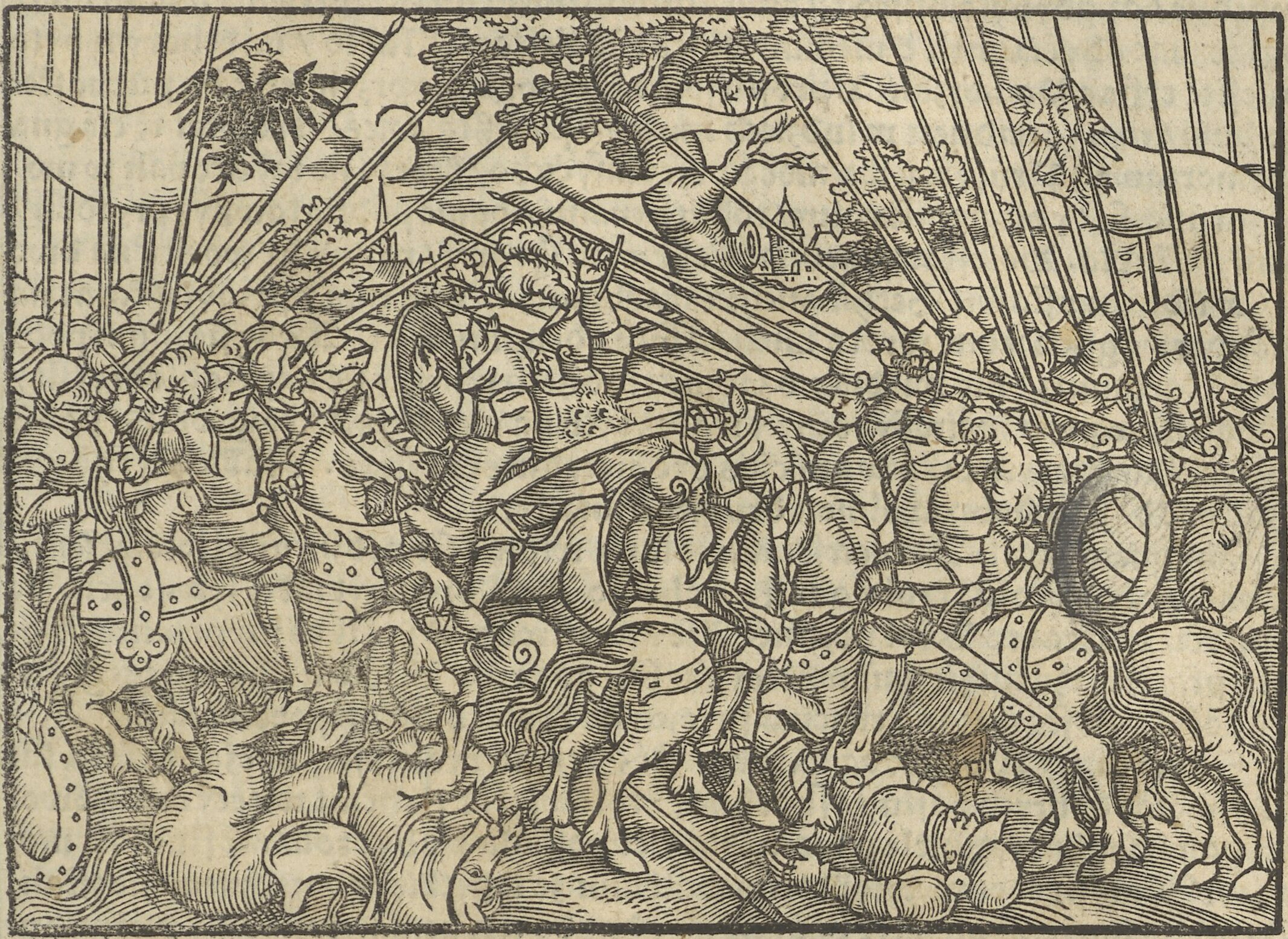
Slag op het Hundsveld

Het jaar 1109 is het 9e jaar in de 12e eeuw volgens de christelijke jaartelling.

## Gebeurtenissen
juli
- 12 - Einde van het Beleg van Tripoli. De kruisvaarders nemen Tripoli in.

augustus
- 24 - Slag op het Hundsveld: Bolesław III van Polen verslaat Hendrik V van Duitsland.

september
- 21 - Op veldtocht met de troepen van keizer Hendrik V in Silezië wordt hertog Svatopluk van Bohemen in een hinderlaag gelokt en door een aanhanger van de vroegere hertog Bořivoj II vermoord.

zonder datum
- Bij de dood van Alfons VI verklaart graaf Hendrik van Portugal zich onafhankelijk. Hij weet echter deze onafhankelijkheid (nog) niet te verwezenlijken.
- Alfons I van Aragón trouwt met Urraca van Castilië.
- Ely wordt de hoofdstad van een bisdom, afgesplitst van Lincoln.
- Godfried van Namen treedt in het huwelijk met Ermesinde van Luxemburg.
- Voor het eerst genoemd: Geluveld, Lindlar

## Opvolging
- Anjou - Fulco IV opgevolgd door zijn zoon Fulco V
- Bohemen - Svatopluk opgevolgd door zijn zoon Vratislav II
- Castilië, Leon en Galicië - Alfons VI opgevolgd door zijn dochter Urraca, de echtgenote van Alfons I van Aragón
- Galilea - Tancred in opvolging van Gervaise van Bazoches
- Moravië-Olomouc - Svatopluk opgevolgd door zijn broer Otto II
- Toulouse en Rouergue - Bertrand opgevolgd door zijn halfbroer Alfons Jordaan
- graafschap Tripoli - Alfons Jordaan met Willem II van Cerdagne als regent opgevolgd door zijn halfbroer Bertrand van Toulouse

## Geboren
- Alfons I, graaf en koning van Portugal (jaartal bij benadering)
- Boudewijn IV, graaf van Henegouwen (jaartal bij benadering)

## Overleden
- 4 april - Fulco IV (~65), graaf van Anjou
- 21 april - Anselmus (~75), aartsbisschop van Canterbury
- 28 april - Hugo van Cluny (84), abt van Cluny
- 1 juli - Alfons VI, koning van León, Castilië en Galicië (1065/72/73-1109)
- 20 juli - Eupraxia van Kiev, echtgenote van Hendrik IV
- juli - Willem II van Cerdagne, regent van Tripoli
- Simon I de Senlis, Engels edelman
- Svatopluk, hertog van Bohemen (1107-1109)